# اینتراستیت کدت
اینتراستیت کدت (به انگلیسی: Interstate_Cadet) یک هواگرد ملخ‌پیشین تک‌موتوره از نوع Utility monoplane ساخت شرکت Interstate Aircraft and Engineering Corporation است. هواگرد اینتراستیت کدت نخستین پروازش را در ۱۹۴۰ میلادی انجام داد. در مجموع، تعداد ۵۷۴ فروند از این هواگرد ساخته شده‌است.